# Paradise (松下優也の曲)
「Paradise」（パラダイス）は、松下優也の7枚目のシングル。2011年2月2日発売。発売元はエピックレコーズ。

## 収録曲
1. Paradise 
  - 作詞：MASTERWORKS／作曲：Jin Nakamura
  - MBS・TBS系ドラマ「カルテット」主題歌
  - MBS系「DRESS」エンディングテーマ
2. 君の声
  - 作詞：H.U.B.／作曲：Jin Nakamura
3. Loving Loved
  - 作詞：U.／作曲：Jin Nakamura
4. Secret Love feat.BRIGHT, SHUN
  - 作詞：H.U.B.／作曲：Jin Nakamura

## 備考
発売記念イベントが行われ、2月5日は東京ドームシティのラクーアで行われる予定だったが、1月30日に「スピニングコースター舞姫」で死亡事故が発生したため、ラゾーナ川崎プラザに変更となった。